# Національний оксамит
«Національний оксамит» (англ. National Velvet) — американська спортивна драма режисера Кларенса Брауна, випущена в 1944 році і знята за однойменним романом Енід Багнольд. У 2003 році фільм був відібраний до Національного реєстру фільмів.

## Сюжет
Англія. 20-ті роки XX століття. Юна Вельвет Браун виграє коня по кличці Пай в лотерею і вирішує виставити скакуна у Великих Національних скачках з перешкодами.
Її родина — проти ідеї, але скоро погоджуються і на щастя юної вершниці іменитий в минулому жокей Мі Тейлор вирішує стати її тренером перед змаганнями.
Мати дівчинки витрачає всі заощадження, готуючи Вельвет до стрибків. Дівчинка стрижеться під юнака з метою видати себе за жокея, за правилами жіночої статі заборонено брати участь у скачках. Дівчинка разом з улюбленою конем приходить до фінішу першою, але її відразу ж дискваліфікують і позбавляють титулу і призу.

## У ролях
- Мікі Руні — Май Тейлор
- Дональд Крісп — Герберт Браун
- Елізабет Тейлор — Вельвет Браун
- Енн Ревір — місис Браун
- Анджела Ленсбері — Едвіна Браун
- Джекі «Бутч» Дженкінс — Дональд Браун
- Хуаніта Куїглі — Мелволі Браун
- Реджинальд Оуен — фермер Еді
- Норма Варден — міс Сімс
- Террі Кілберн — Тед
- Артур Шілдс — містер Халлам
- Алек Крейг — Тім

## Нагороди й номінації
| Рік  | Премія | Категорія                              | Ім'я                                        | Результат |
| ---- | ------ | -------------------------------------- | ------------------------------------------- | --------- |
| 1946 | Оскар  | Найкраща жіноча роль другого плану     | Енн Ревір                                   | Перемога  |
| 1946 | Оскар  | Найкращий монтаж                       | Роберт Дж. Керн                             | Перемога  |
| 1946 | Оскар  | Найкраща робота художника-постановника | Седрік Гіббонс, Урі Макклірі, Едвін Вілліс, | Номінація |
| 1946 | Оскар  | Найкраща операторська робота           | Леонард Сміт                                | Номінація |
| 1946 | Оскар  | Найкраща режисура                      | Кларенс Браун                               | Номінація |